# Artesunato/mefloquina
Artesunato/mefloquina es un medicamento utilizado para tratar la malaria.  Es una combinación en dosis fija de artesunato y mefloquina.  Específicamente se recomienda tratar el paludismo por falciparum no complicado.  Se administra vía oral. 
Los efectos secundarios son similares a los medicamentos cuando se utilizan por separado.  Se recomienda su uso ya que disminuye la posibilidad respecto de cuando los medicamentos se usan solos. Formulaciones con dosis apropiadas para niños también se encuentran disponibles. 
El artesunato/mefloquina entró en uso comercial en 2008.  Está en la Lista de medicamentos esenciales de la Organización Mundial de la Salud, los medicamentos más efectivos y seguros que se necesitan en un sistema de salud.  Está aprobado para uso médico en Brasil, India y Malasia.  En 2012 un ciclo de tratamiento costaba US$2,50.  No está disponible comercialmente en los Estados Unidos.

## Usos médicos
El artesunato/mefloquina es un tratamiento recomendado en el sudeste asiático, mientras que en África se prefieren a menudo artesunato/amodiaquina, artemeter/lumefantrina, artesunato/sulfadoxina/pirimetamina.